# Всесвітнє братство буддистів
Всесвітнє братство буддистів (англ. World Fellowship of Buddhists, WFB) — найбільш представницька міжнародна неурядова організація буддистів. WFB створена в Коломбо (Шрі-Ланка) в 1950 році представниками буддійських організацій 27 країн.
Першим президентом WFB був обраний Гунапала Малаласекера, що став згодом першим послом Шрі-Ланки в СРСР. Наступним президентом став один з творців Бірманської Конституції 1947 року У Чан Тхун.
Друкований орган "W. F. В. Review " англійською мовою. Штаб-квартира знаходиться в Бангкоку.
Цілями та завданнями WFB є:
- Пропагувати серед членів суворого дотримання та практикування вчень Будди
- Забезпечити єдність, солідарність та братерство серед буддистів
- Пропагувати піднесене вчення про Будду
- Організовувати та здійснювати діяльність у сфері соціальних, освітніх, культурних та інших гуманітарних послуг
- Працювати задля щастя, злагоди та миру на землі та співпрацювати з іншими організаціями, що працюють на ті самі цілі.